# Governo Debré

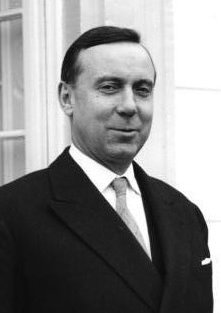
Michel Debré

Il  Governo Michel Debré è stato il primo governo della Quinta Repubblica francese, in carica dall'8 gennaio 1959 al 14 aprile 1962.

## Composizione
Governo nominato in data 8 gennaio 1959
Primo Ministro
- Primo ministro Michel Debré (UNR)

Ministri di Stato
- Ministro di Stato: André Malraux (cambiamento di ufficio il 22 luglio 1959)
- Ministro di Stato: Louis Jacquinot (CNIP) (cambiamento di funzioni il 24 agosto 1961)
- Ministro di Stato: Félix Houphouët-Boigny (RDT) (risoluzione il 20 maggio 1959, riconfermato il 23 luglio 1959 come ministro-consigliere ")
- Ministro di Stato: Robert Lecourt (MRP) (cambiamento d'ufficio in data 27 marzo 1959)

Ministri
- Ministro delle Finanze e degli Affari economici: Antoine Pinay (CNIP) (cessazione in data 13 gennaio 1960)
- Ministro degli Esteri:Maurice Couve de Murville
- Guardasigilli, Ministro della giustizia: Edmond Michelet (UNR) (cessazione, il 24 agosto 1961)
- Ministro degli Eserciti:(cambiamento di ufficio in data 5 febbraio 1960)
- Ministro degli Interni: Jean Berthoin (radicale) (cessazione in data 27 maggio 1959)
- Ministro dell'Agricoltura: Roger Houdet (CNIP) (cessazione in data 27 maggio 1959)
- Ministro della Educazione nazionale (risoluzione il 23 dicembre 1959)
- Ministro dell'informazione: Roger Frey (cambiamento di ufficio in data 5 febbraio 1960)
- Ministro dell'Industria e del Commercio: Jean-Marcel Jeanneney (cambiamento di ufficio il 17 novembre 1959)
- Ministro delle Poste e Telecomunicazioni: Bernard-Gentille Cornut (UNR) (cessazione in data 5 febbraio 1960)
- Ministro della sanità pubblica e della popolazione: Bernard Chenot (cambiamento di funzioni il 24 agosto 1961)
- Ministro costruzione: Pierre Sudreau (MRP)
- Il Ministro dei Lavori Pubblici e dei Trasporti: Robert Buron (MRP)
- Ministro del Lavoro: Paul Bacon (MRP)
- Ministro degli affari dei veterani: Raymond Triboulet (UNR)

Ministro delegato
- Ministro delegato dal Primo Ministro incaricato del Sahara, dei territori d'oltremare, dei dipartimenti d'oltremare e l'energia atomica: Jacques Soustelle (UNR) (dazi, il 5 febbraio 1960)

Segretari di Stato
- Segretario di Stato per gli affari economici: Max Flechet (CNIP) (cambiamento del mandato il 17 novembre 1959)
- Segretario di Stato per l'Industria e Commercio: Giuseppe Fontanet (MRP) (cambiamento di ufficio il 17 novembre 1959)
- Segretario di Stato per le Finanze: Valéry Giscard d'Estaing (CNIP) (cambiamento del mandato il 18 gennaio 1962)
- Segretario di Stato per l'Interno: Michel Maurice Bokanowski (UNR) (cambiamento di ufficio in data 5 febbraio 1960)

Sottosegretario di Stato
- Sottosegretario di Stato presso il Primo Ministro incaricato delle questioni sociali in Algeria: Nafissa Sid Cara
- Sottosegretario di Stato presso il Primo Ministro incaricato dei problemi d'amministrazione generale: Pierre Chatenet (cambiamento di ufficio il 28 maggio 1959)

## Rimpasto del 27 marzo 1959
- Ministro di Stato responsabile per la cooperazione: Robert Lecourt (ex "ministro di Stato")

## Rimpasto del 20 maggio 1959
- Cessazione dell'incarico di Félix Houphouët-Boigny ( "Ministro di Stato").

## Rimpasto del 28 maggio 1959
- Cessazione dell'incarico di Jean Berthoin (« Ministro degli Interni ») e di Roger Houdet (« Ministro dell'Agricoltura »).
- Ministro degli Interni: Pierre Chatenet (Precedentemente Sottosegretario di Stato presso il Primo Ministro incaricato dei problemi d'amministrazione generale) (Cessazione dell'incarico il 6 maggio 1961)
- Ministro dell'Agricoltura: Henri Rochereau (Cessazione dell'incarico il 24 agosto 1961)

## Rimpasto del 22 luglio 1959
- Ministro di Stato, incaricato degli Affari culturali: André Malraux (Precedentemente «ministro di Stato »)

## Rimpasto del 23 luglio 1959
- Ministro consigliere: Philibert Tsiranana (Cessazione dell'incarico il 19 maggio 1961)
- Ministro consigliere: Gabriel Lisette (Cessazione dell'incarico il 19 maggio 1969)
- Ministro consigliere: Léopold Sédar Senghor (Cessazione dell'incarico il 19 maggio 1969)
- Ministro consigliere: Félix Houphouët-Boigny (Cessazione dell'incarico il 19 maggio 1969)

## Rimpasto del 24 luglio 1959
- Sottosegretario di Stato presso il Primo Ministro della Funzione pubblica: Louis Joxe (cambiamento del mandato il 15 gennaio 1960)

## Rimpasto del 17 novembre 1959
- Ministro dell'Industria: Jean-Marcel Jeanneney (Precedentemente "Ministro dell'Industria e del Commercio)
- Segretario di Stato per il commercio interno: Giuseppe Fontanet (Precedentemente "Segretario di Stato per l'Industria e Commercio) (cambiamento di funzioni il 24 agosto 1961)
- Segretario di Stato per gli affari economici esterni: Max Flechet (Precedentemente "Segretario di Stato per gli affari economici") (Cessazione dell'incarico il 19 gennaio 1960)

## Rimpasto del 23 dicembre 1959
- Cessazione dell'incarico d'André Boulloche, ministro dell'Educazione nazionale
- Ministro dell'Educazione nazionale a intérim: Primo ministro Michel Debré, (Cessazione dell'interim il 15 gennaio 1960)

## Rimpasto del 13 gennaio 1960
- Cessazione delle funzioni d'Antoine Pinay, ministro delle Finanze e degli Affari economici.
- Ministro delle Finanze e degli Affari economici: Wilfrid Baumgartner (Cessazione dell'incarico il 18 gennaio 1962

## Rimpasto del 15 gennaio 1960
- Cessazione delle funzioni di Michel Debré, ministro dell'Educazione nazionale a interim, nominato 23 dicembre 1959
- Ministro dell'Educazione nazionale: Louis Joxe (precedentemente «Segretario di Stato per il Primo Ministro, responsabile della Funzione Pubblica» "sostituito in questa funzione il 19 marzo 1960) (cambiamento di ufficio il 22 novembre 1960)

## Rimpasto del 19 gennaio 1960
- Cessazione dell'incarico di Max Fléchet, (precedentemente Segretario di Stato per gli affari economici esterni, designato come tale il 17 novembre 1959.

## Rimpasto del 5 febbraio 1960
- Cessazione dell'incarico di Bernard-Cornut Gentille, Ministro delle Poste e Telecomunicazioni.
- Ministro di Stato incaricato del Sahara, territori d'oltremare e dipartimenti d'oltremare: Robert Lecourt (ex "Ministro di Stato responsabile per la cooperazione") (cessazione, il 24 agosto 1961)
- Ministro delle Poste e Telecomunicazioni: Michel Maurice Bokanowsky (ex "Segretario di Stato per l'Interno")
- Ministro delegato dal Primo Ministro, responsabile per l'energia atomica: Pierre Guillaumat (precedentemente "Ministro degli Eserciti") (cambiamento di ufficio il 19 marzo 1960)
- Ministro degli Eserciti: Pierre Messmer
- Segretario di Stato per i Rapporti con gli Stati della Comunità: Jean Foyer (cambiamento del mandato il 18 maggio 1961)
- Ministro dell'Informazioni: Louis Terrenoire (cambiamento di funzioni il 24 agosto 1961)
- Ministro delegato dal Primo Ministro: Roger Frey (precedentemente «Ministro dell'Informazione») (cambiamento di ufficio il 6 maggio 1961)

## Rimpasto del 19 marzo 1960
- Ministro delegato dal Primo Ministro per l'energia atomica e la Funzione Pubblica: Pierre Guillaumat (precedentemente «Ministro delegato al Primo Ministro per l'energia atomica»)

## Rimpasto del 22 novembre 1960
- Ministro di Stato responsabile per gli affari algerino: Louis Joxe (precedentemente "Ministro dell'Educazione nazionale")
- Ministro dell'Educazione nazionale Pierre Guillaumat, in aggiunta alle funzioni già occupate (fine del dell'interim 20 febbraio 1961

## Rimpasto del 20 febbraio 1961
- Ministro dell'Educazione nazionale: Lucien Paye

## Rimpasto del 6 maggio 1961
- Cessazione dell'incarico di Chatenet Pierre, ministro degli Interni.
- Ministro degli Interni: Roger Frey (precedentemente "ministro delegato dal Primo Ministro")

## Rimpasto del 18 maggio 1961
- Ministro della Cooperazione: Jean Foyer (precedentemente "Segretario di Stato per i Rapporti con gli Stati della Comunità", apparentemente non sostituito in questa funzione)
- Segretario di Stato per gli affari esteri: Georges Gorse

## Rimpasto del 19 maggio 1961
- Cessazione dell'incarico di Philibert Tsiranana, Gabriel Lisette, Léopold Sédar Senghor e Félix Houphouët-Boigny, "Ministri consiglieri", nominati il 23 luglio 1959.

## Rimpasto del 24 agosto 1961
- Cessazione dell'incarico di Robert Lecourt, Ministro di Stato incaricato del Sahara, territori d'oltremare e dipartimenti d'oltremare.
- Cessazione dell'incarico di Edmond Michelet, Guardasigilli, Ministro della giustizia.
- Cessazione dell'incarico di Enrico Rochereau, il Ministro dell'Agricoltura.
- Ministro delegato dal Primo Ministro: Louis Terrenoire (precedentemente "Ministro dell'Informazione)
- Sottosegretario di Stato presso il Primo Ministro, responsabile per l'informazione: Christian de La Malène
- Segretario di Stato per i rimpatriati: Robert Boulin
- Segretario di Stato per il commercio interno: François Missoffe
- Ministro di Stato incaricato del Sahara, territorio d'oltremare e dipartimenti d'oltremare: Louis Jacquinot (precedentemente "ministro di Stato")
- Segretario di Stato responsabile del Sahara, i dipartimenti e territori d'oltremare: Jean de Broglie
- Guardasigilli, Ministro della Giustizia: Bernard Chenot (precedentemente "ministro della Sanità pubblica e della Popolazione")
- Ministro della Sanità pubblica e la Popolazione: Giuseppe Fontanet
- Ministro dell'Agricoltura: Edgard Pisani

## Rimpasto del 18 gennaio 1962
- Cessazione dell'incarico di Wilfrid Baumgartner, Ministro delle Finanze e degli Affari economici, nominato il 13 gennaio 1960.
- Ministro delle Finanze e degli Affari economici: Valéry Giscard d'Estaing (precedentemente "Segretario di Stato per le Finanze," apparentemente non sostituito in questa funzione).

## I sei "portafogli" stabili
Solo il 6 dipartimenti ministeriali sembrano non subire alcun cambiamento di titolare tra il 1959 e il 1962:
- Lavori Pubblici e dei Trasporti: Robert Büron
- Lavoro: Paul Bacon
- Questioni sociali in Algeria: Nafissa Sid Cara
- Costruzione: Pierre Sudreau
- Veterani: Raymond Triboulet
- Esteri: Maurice Couve de Murville

C'è ovviamente d'aggiungere il posto di Primo Ministro, se si trascura l'interim Ministero dell'Educazione nazionale, fornito da Michel Debré, il 23 dicembre 1959 al 15 gennaio 1960.

## Fine del governo e passaggio dei poteri
Il 14 aprile 1962, Michel Debré rassegna le dimissioni del suo governo al presidente della Repubblica, Charles de Gaulle. Ha nominato lo stesso giorno il nuovo Primo Ministro Georges Pompidou.